# Umberto Guidoni

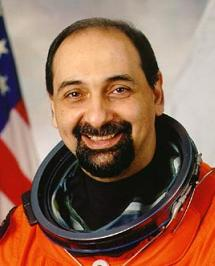
Umberto Guidoni

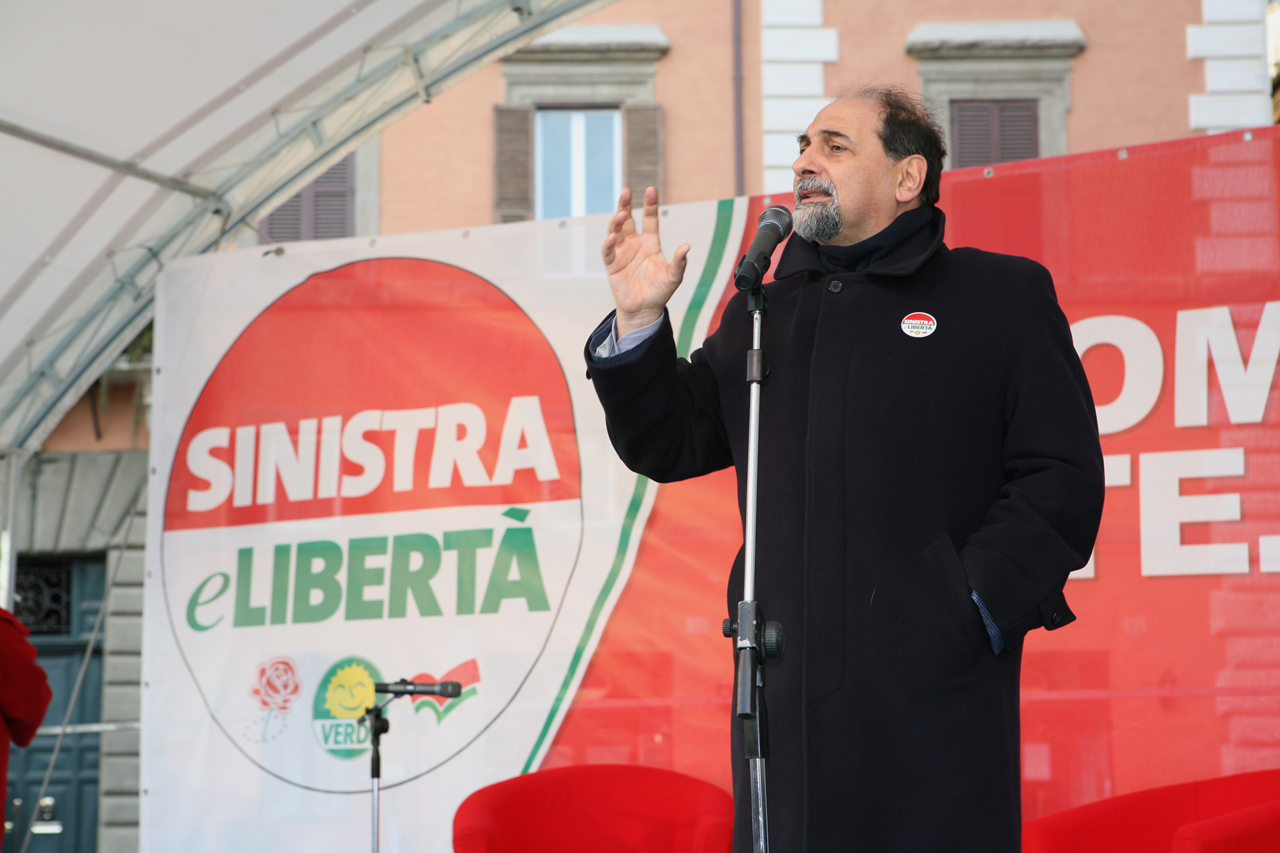
Umberto Guidoni (Sinistra e Libertà)

Umberto Guidoni este un om politic italian, membru al Parlamentului European în perioada 2004-2009 din partea Italiei. În iunie 2004 s-a retras din cariera de astronaut.
1. ↑  CONOR.SI[*] Verificați valoarea |titlelink= (ajutor)
2. ↑  Deputații în Parlamentul European